# Рівненський академічний обласний театр ляльок
Рі́вненський академі́чний обласни́й теа́тр ляльо́к — обласний академічний театр ляльок у місті Рівному.

## Загальна інформація
Рівненський академічний обласний театр ляльок розташований у середмісті Рівного в спеціально збудованому приміщенні за адресою:
вул. С. Петлюри, 15, м. Рівне, 33028.
Директор театру — Данилюк Володимир Іванович, головний художник — Ольховик Ніна Вікторівна.

## Історія

### Початки лялькової справи на Рівненщині
Історія театру ляльок в Рівному бере свій початок від створеної у 1-й половині 1970-х років трупи акторів-лялькарів при обласній філармонії під керівництвом Тетяни Куровської, до якої входили Ірина Бурка, Олександр Скідан, Іван Процюк. Са́ме вони належали до числа перших акторів театру. Головним режисером став Андрій Семененко, директором — Яків Вакулінський, головним художником — Віталій Мельничук. Це були власне піонери лялькової справи на Рівненщині, які десятки років в майбутньому вірою і правдою віддавали талант своїм землякам і гостям краю. 
Офіційно початок закладу поклало рішення № 474 Рівненського облвиконкому від 16 жовтня 1975 року про створення в місті державного обласного театру ляльок. 
11 листопада того ж (1975) року Андрій Семененко, Яків Вакулінський, Тетяна Куровська та кілька їх однодумців, спустившись східцями до напівпідвального приміщення по вулиці Мануїльського, 7 (перша будівля театру), приступили до його впорядкування для потреб театру ляльок, що власне й можна вважати датою «народження» закладу. 
Офіційною ж датою заснування Рівненського театру ляльок прийнято вважати 23 грудня 1975 року, коли відбулося відкриття першого театрального сезону в селі Межирічі Корецького району новорічним ранком та виставою «Маленька фея» у постановці артистки Тетяни Куровської. 
Наступною стала вистава «Веселий маскарад» — це була перша вистава, випущена безпосередньо колективом театру ляльок. Її прем'єра відбулася 5 січня 1976 року на сцені міського будинку культури. 
Від управління культури Рівненського облвиконкому заклад отримав 2 автобуси, допомогу в придбанні костюмів, ляльок, декорацій, проте фактично у перші роки роботи творчий колектив (недоукомплектований) являв собою пересувний театр натхненників-лялькарів, які давали вистави по селах і містах області. 

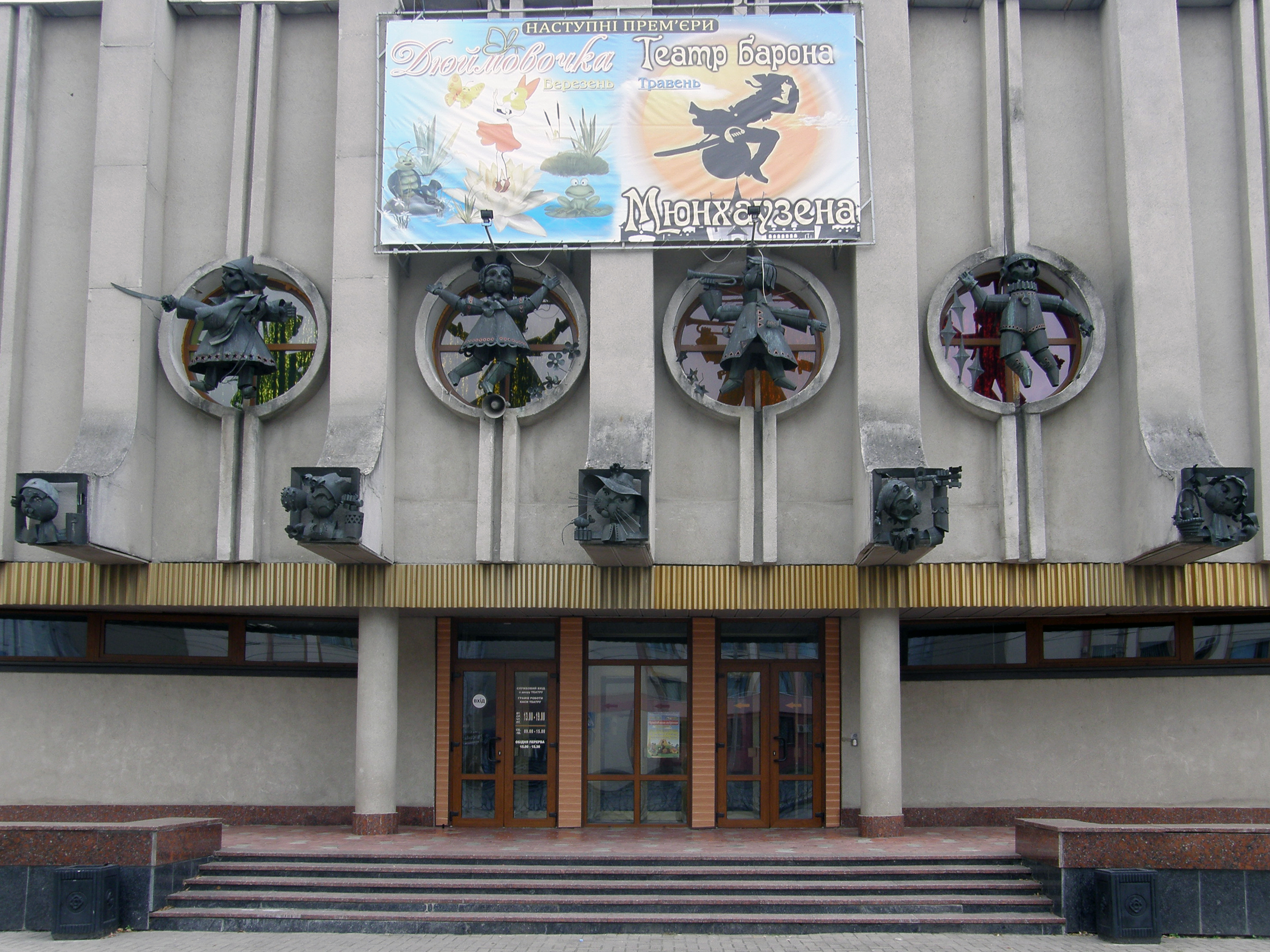
фігури лялькових персонажів на фасаді

Вже 1976 року розпочалось будівництво приміщення для театру ляльок по вул. Червонармійській, 27 (тепер — вулиця Симона Петлюри). Крім того, трупа стала поповнюватись випускниками Дубенського культосвітнього училища, Рівненського інституту культури, Дніпропетровського театрального училища, обдарованими виконавцями із самодіяльних народних театрів, драматичних гуртків. Найважливішим для колективу нового театру стало наповнення репертуару — за перші 3 роки було здійснено 18 постановок, найяскравішими серед яких стали: «Мальчиш-Кибальчиш», «Дід Мороз», «Я — Курчатко, Ти — Курчатко», «Великий Іван», «Гусеня «Сембо». Було створено дві акторські групи, які працювали паралельно. Театр щорічно показував 700—900 вистав, які переглядало 180—200 тисяч глядачів. 
Наприкінці 1976 року Рівненський театр ляльок побував на першому своєму фестивалі у місті Львові. А в травні наступного (1977) року відбулися перші гастролі за межами області — колектив показував свої вистави у Полтаві та Кременчуці.

### Розквіт театру у 1980-ті роки
Від само́го кінця 1979 року розпочався другий етап діяльності Рівненського театру ляльок — заклад став стаціонарним, у «Міжнародний рік дитини» 22 грудня 1979 року відбулось відкриття новозбудованого приміщення театру ляльок на 256 місць.  
Створивши репертуар з 18 вистав, керівники театру звернули увагу на якість постановок. До театру було запрошено молодого режисера, представника ленінградської театральної школи Володимира Долгополова. Разом із художником-постановником Ніною Бобришевою вони розпочали роботу над незвичними, цікавими постановками. Саме їхня спільна робота стала «золотою сторінкою» в історії театру, яка втілилась у вистави «Блакитний песик», «Поросятко Чок», «Маленька Баба Яга», постановки перших (аншлагових) вечірніх вистав для дорослих: «І-го-го», «Ніч перед Різдвом». 
У червні 1980 року вперше у Рівному відбувається фестиваль театрів ляльок «Мистецтво-дітям», у якому взяли участь лялькові колективи західного регіону держави — зі Львова, Луцька, Івано-Франківська та Рівного. 
Директором театру від 1980 року стає Михайло Песчаний, заслужений працівник культури, який до цього 16 років працював керівником управління культури. 
Протягом 80-х років в театрі працювали яскраві режисери, здійснювалися цікаві постановки — тоді ще студент Рівненського інституту культури Володимир Підцерковний поставив свої перші роботи «Дід і Журавель», «Бука», «Кошеня на снігу»; старший викладач Харківського інституту мистецтв Інтерна Кагановська разом із художником-постановником Віталієм Мельничуком — виставу для дорослих «Чортів Млин». 
На постановки театру після виходу на пенсію Андрія Семененка (вистава «Золоте курча» 1983 року стала останньою постановкою режисера) було запрошено режисера Харківського молодіжного театру Володимира Какуріна, який разом з художником-постановником Ніною Бобришевою протягом 1985—86 років створив 4 постановки: «Подорож в країну Лукомор’я», «Як ледар щастя шукав», «Крок з даху». Одну з перших своїх вистав «Мітелич і Бантик» випустив Віктор Климчук. У 2-й половині 1980-х років у театрі з'явився обдарований випускник Ленінградського театрального інституту Сергій Брижань, який здійснив перші свої постановки «Обережно коза», «Лошатко», «Русалочка», «Полісяночка» разом із художником Ніною Ольховик. Згодом на базі театру були здійснені постановки дипломних робіт випускників Харківського інституту мистецтв Тіктінера, Мятигіна, Трусова, Анатолія Роденка (від 1988 року — на посаді головного режисера театру).
Театр гастролював у цей період по всій території України та колишнього СРСР. Визнанням високого творчого рівня колективу стали дипломи І та ІІ ступенів на багатьох художніх фестивалях. Відтак, у 1989 році театру було надано вищу творчу категорію. 

### Рівненський театр ляльок на сучасному етапі
У 1989 році директором театру було призначено Ярослава Мельника.
Наступними мистецькими досягненнями творчого колективу стали вистави «Лошарик», «Лісова пісня», «Закохані боги», «Казка про Івасика», «Солом’яний бичок», «Шукай вітра в полі», «Маленький принц». Загалом у період 1988—1993 років режисером Анатолієм Роденком створено 20 вистав, художниками-постановниками яких були Віталій Мельничук та Ніна Ольховик. 
Театр розширив географію поїздок — уперше побував за кордоном у містах Катовицях і Бедзіні (Польща), Будапешті. 
Визнанням високого творчого рівня колективу стали звання «Заслужений артист України», які отримали головний режисер Анатолій Роденко, акторка Вера Роденко,  актор Іван Процюк у 1991 році, заступник директора Іван Янчук у 1994 році, акторка Алла Черуха у 1996 році. Головний художник Віталій Мельничук у 1993 році отримав звання «Заслужений працівник культури України». 
Від березня 1996 року головним режисером театру став Володимир Підцерковний. Протягом 8 років, від 1996 по 2003 роки, ним здійснено 11 постановок, найкращими з-поміж яких стали: «Співуче порося», «Той самий, але не той», «Бука», «Жили-були» та перший мюзикл театру «Алі-Баба і розбійники», «вершиною» його творчості на сцені Рівненського театру ляльок став концерт «Актор і лялька: щоб мертве зробити живим», присвячений 25-річчю заснування театру. 
Від вересня 1997 року колектив очолив випускник Київського інституту театрального мистецтва ім. Карпенка-Карого Володимир Данилюк. Художня рада театру, яку він очолює, стала дійовим органом внутрішнього життя колективу. А від 2003 року головним художником театру працює Ніна Ольховик.
Наприкінці 2007 року Рівненський театр ляльок за заслуги у розвитку лялькової справи в області та країні отримав звання «академічний» і сучасну назву — Рівненський академічний обласний театр ляльок.

## Сучасний репертуар, діяльність та актори театру
Сьогоднішня репертуарна афіша театру — українська та зарубіжна класика, вистави сучасних авторів, різних за жанрами, стилістичними особливостями, манерою акторського виконання. У діючому репертуарі театру понад 20 вистав, серед яких: «Коза-дереза» за М. Лисенком, «Допитливий слоник» за Р. Кіплінгом, «Стережися Лева!» Я. Стельмаха, «Солдат і відьма» Г.Х. Андерсена, «Карлик ніс» за казкою В. Гауфа, «Ще раз про Червону Шапочку» за мотивами казки Шарля Перро, «Гусеня» Н. Гернет. 
У Рівненському академічному обласному театрі ляльок плідно працює режисер-постановник Сергій Брижань, який здійснив постановки більше 10 вистав, найкращі: «Пан Коцький», «Ослик», «Небезпечна пригода», «Ще раз про Червону Шапочку», «Гусеня». «Візитівкою» театру ляльок стала його робота «Різдвяна ніч» за народним ляльковим Вертепом, записаним М. Маркевичем (художник-постановник Михайло Ніколаєв), з якою колектив брав участь у 10 фестивалях, здобувши нагороди і дипломи фестивалів у Луцьку, Ужгороді, Львові, Бресті, Катовицях, Суботиці, Москві тощо.
Збагачувати репертуар театру запрошуються для постановок режисери різних театральних шкіл: заслужений діяч мистецтв України Борис Азаров (вистава «Чудеса дядечка Челічало»), заслужений діяч мистецтв Росії Володимир Долгополов (вистава «Мандрівка комедіантів»), заслужений діяч мистецтв Білорусі Віталій Клімчук (вистави «Допитливий слоник», «Солдат і Відьма», «Теремок», «Бременські музики»), народний артист України Сергій Єфремов (вистави «Принцеса на горошині», «Давай дружити»), заслужений артист України Леонід Попов (вистави «Карлик Ніс», «Як журавель ходив свататись», «Коза-Дереза»), заслужений артист України Анатолій Поляк (вистава «Стережись Лева !»), Ярослав Грушецький (вистава «Сумна, весела казка»), Олександр Іноземцев (вистава «Пригоди на лісовій галявині»). 
Театром започатковано фестиваль театрів ляльок «Чарівне перевесло». На сцені театру проходять обмінні гастролі запрошених колективів лялькарів з інших міст України, Білорусі, Польщі. Театр також бере участь у благодійних мистецьких акціях. 
У театрі працює 17 акторів (2-а половина 2000-х років) — заслужені артисти України  Алла Черуха, Франческа Барабаш, досвідчені майстри сцени Тетяна Єршова, Ірина Шельвицька, Олександро Шило, Станіслав Лозовський, Андрій Куделя, Лариса Микитюк, провідні актори Олена Подолець, Павло Больбін, Василь Євтушенко, Ірина Дзигальчук, Олена Ткачук, молоді актори  Віктор Подолець, Дарія Поліщук,  Ігор Сторожук, Андрій Окладов, Світлана Хоменчук, Юлія Гольонко. 
Маючи в своєму репертуарі найрізноманітніші вистави з ідейно-тематичним спрямуванням, прийомами та засобами режисерського та акторського інтерпретування задумів, адресацією практично для всіх вікових особливостей дітей, Рівненський академічний обласний театр ляльок являє собою зрілий колектив, здатний виконувати найскладніші завдання естетичного виховання підростаючого покоління.